# قلعة سيد أحمد
قلعة سيد أحمد هي قرية في مقاطعة بيرانشهر، إيران. يقدر عدد سكانها بـ 78 نسمة بحسب إحصاء 2016.